# Bodianus masudai
Bodianus masudai е вид бодлоперка от семейство Зеленушкови. Видът не е застрашен от изчезване.

## Разпространение и местообитание
Разпространен е в Нова Каледония, Остров Норфолк, Палау, Провинции в КНР, Тайван и Япония.
Среща се на дълбочина от 30 до 112 m, при температура на водата около 19,6 °C и соленост 35,7 ‰.

## Описание
На дължина достигат до 12 cm.